# Tina Anselmi
Tina Anselmi (Castelfranco Veneto, 25 marzo 1927 – Castelfranco Veneto, 1º novembre 2016) è stata una politica e partigiana italiana.
È stata la prima donna ad aver ricoperto la carica di ministro della Repubblica Italiana.

## Biografia

### Origini e formazione
Era la prima dei quattro figli di Ferruccio Anselmi e di Norma Ongarato.
Il padre era originario di Padova e proveniva da una famiglia benestante. Nel periodo universitario aveva aderito con convinzione al socialismo, motivo per cui subì persecuzioni durante il Ventennio. Si era trasferito a Castelfranco dopo la prima guerra mondiale, dove aveva trovato lavoro presso la farmacia Paietta e aveva conosciuto la moglie.
La madre era nata da Pietro Ongarato, imprenditore agricolo, e da Maria Bendo, figlia di un oste. Il matrimonio tra i nonni era stato osteggiato dalla famiglia di lui a causa della diversa estrazione sociale; in ogni caso, Maria rimase ben presto vedova con tre figli e, costretta a lasciare la casa dei suoceri, per poter vivere aprì un'osteria.
Caparbia e indipendente, ma anche espansiva e ottimista, la nonna ebbe grande influenza sulla giovane Anselmi, divenendone la figura di riferimento.
Tina Anselmi studiò prima al ginnasio locale, quindi all'Istituto magistrale di Bassano del Grappa, presso il Collegio delle suore del Sacro Cuore. Nello stesso periodo entrò nella Gioventù Femminile di Azione Cattolica (GF).
Il 26 settembre 1944 i nazifascisti costrinsero la popolazione di Bassano, tra cui gli studenti e la Anselmi, ad assistere all'impiccagione di trentuno prigionieri (quarantatré secondo una testimonianza dell'Anselmi) catturati durante un rastrellamento sul Grappa, senza che avessero alcuna responsabilità di atti di guerra.
In seguito a questo episodio, la Anselmi decise di prendere parte attivamente alla Resistenza. Con il nome di battaglia di "Gabriella" (ispirato all'arcangelo Gabriele) divenne staffetta partigiana della brigata Cesare Battisti al comando di Gino Sartor, quindi passò al Comando regionale veneto del Corpo volontari della libertà. Frattanto, nel dicembre dello stesso 1944, si iscrisse alla Democrazia Cristiana e partecipò attivamente alla vita del partito.
Nei giorni della liberazione fu responsabile insieme ad altri tre partigiani (tra cui don Carlo Avanzo) delle trattative tenutesi nella sede del comando tedesco per far sì che non ci fossero vittime o ritorsioni. La famiglia della giovanissima Anselmi venne a sapere del suo impegno nella Resistenza solo in seguito alla liberazione.
Nel novembre del 1951 si laureò in lettere all'Università Cattolica del Sacro Cuore di Milano, mentre era insegnante elementare nei paesini dell'Alta Castellana.

### Impegno politico
Nel secondo dopoguerra si impegnò nell'attività sindacale in seno alla CGIL e poi, dalla sua fondazione nel 1950, alla CISL. Fu dirigente del sindacato dei tessili dal 1945 al 1948 e del sindacato degli insegnanti elementari dal 1948 al 1955.
Dal 1958 al 1964 fu incaricata nazionale dei giovani nella Democrazia Cristiana. Nel 1963 venne eletta componente del comitato direttivo dell'Unione europea femminile, della quale divenne vicepresidente nello stesso anno.
Nel 1959 entrò nel consiglio nazionale della Democrazia Cristiana. Fu deputata dal 1968 al 1992, eletta sempre nella circoscrizione Venezia-Treviso: nel corso del suo lungo mandato parlamentare fece parte delle commissioni Lavoro e previdenza sociale, Igiene e sanità, Affari sociali. Si occupò molto dei problemi della famiglia e della donna: si deve a lei la legge sulle pari opportunità Alle elezioni del 1992 non fu riconfermata a causa della debacle nel suo Veneto della DC (e in particolare della parte di sinistra del partito, a cui lei apparteneva) in favore della nascente Lega Nord.
Per tre volte sottosegretaria al ministero del lavoro e della previdenza sociale, dal 29 luglio 1976 fu ministro del lavoro e della previdenza sociale nel governo Andreotti III: un fatto storico, perché l'Anselmi divenne la prima donna ministro in Italia.
Nel 1975 presiedette la delegazione italiana alla World Conference on Women promossa dall’ONU a Città del Messico, presenziando ai successivi eventi di Nairobi nel 1985 e di Pechino nel 1995.
Nel 1977 fu tra i primi firmatari della legge italiana che apriva alla parità salariale e di trattamento nei luoghi di lavoro, nell'ottica di abolire le discriminazioni di genere fra uomo e donna.
Dopo l'esperienza al Ministero del Lavoro, fu anche ministro della sanità nei governi Andreotti IV e V. Proprio in questo periodo, nel 1979, quando Tina Anselmi fu ministro della Sanità, con la legge istitutiva del Servizio Sanitario Nazionale (L. 23 dicembre 1978, n. 83# si decise il ritiro dal mercato di migliaia di farmaci che una commissione tecnica aveva appena giudicato inutili o addirittura pericolosi.
Il 13 ottobre 1984, durante un incontro pubblico a Brescia, affermò di aver subito in quel periodo tentativi di corruzione per un valore di 32 miliardi di lire. Questa affermazione destò scandalo e le costò accuse da parte di esponenti di diversi partiti, cui rispose chiarendo che si trattò di tentativi di corruzione fatti non direttamente ma attraverso segnali ripetutisi nel tempo e che poté ricostruire e collegare solo più tardi.
Profondamente credente, Tina Anselmi improntò tuttavia la sua attività politica sul principio della laicità. Nel 1978 firmò, in qualità di Ministro della Salute, la Legge 194 per l'interruzione volontaria della gravidanza.
Nello stesso anno, nelle settimane successive al rapimento di Aldo Moro, la Anselmi fu incaricata dei contatti tra la Democrazia Cristiana e la famiglia di Moro.
Firmataria della legge istitutiva del Servizio Sanitario Nazionale, fu considerata come una "madre della Repubblica" e la sua candidatura fu proposta più volte durante le elezioni per il Capo dello Stato, prima nel '92 e poi nel 2006.

### Ruolo nella commissione sulla P2
Nel 1981, nel corso della VIII legislatura, venne nominata presidente della Commissione parlamentare di inchiesta sulla Loggia massonica P2 di Licio Gelli, che terminò i lavori nel 1985.
L'incarico le fu assegnato da Nilde Iotti, allora Presidente della Camera; Anselmi chiese appena quindici minuti per pensarci, telefonò a Leopoldo Elia e poi accettò l'incarico.
Unica donna della Commissione (composta da altri venti senatori e venti deputati), Anselmi fu la prima ad utilizzare la metafora della doppia piramide per illustrare le gerarchie di quello che definiva il "sistema P2". Questo incarico le costò insulti e delegittimazione, nonché un crescente isolamento politico negli anni successivi, anche da parte del suo stesso partito.
Nel maggio del 2010 ricevette nella sua villa di Castelfranco Veneto la visita del direttore del giornale Il Piave che su mandato di Licio Gelli le proponeva un incontro chiarificatore a quasi trent'anni dai fatti della P2, in quanto era stata presidente della commissione d'inchiesta. L'incontro non avvenne perché Anselmi rifiutò; Gelli invece disse, mentendo come era solito, che aveva rifiutato perché malata.

### Impegno sociale
Fu più volte presa in considerazione da politici e società civile per la carica di Presidente della repubblica: nel 1992 fu il settimanale Cuore a sostenerne la candidatura e il gruppo parlamentare La Rete a votarla, mentre nel 2006 un gruppo di blogger la sostenne attraverso una campagna mediatica che prendeva le mosse dal blog "Tina Anselmi al Quirinale". In quell'occasione vennero enunciate le Dieci ragioni per candidare Tina Anselmi al Quirinale:
1. Perché riconosce il valore della Costituzione della Repubblica italiana;
2. Perché ha combattuto per la democrazia nell'unico caso di guerra civile della storia d'Italia;
3. Per il suo impegno nella liberazione dal fascismo e successivamente nell'opera di ricostruzione politica e sociale dell'Italia;
4. Per i risultati che ha raggiunto nel corso della sua carriera politica attraverso incarichi di governo e istituzionali;
5. Per le doti di equilibrio e dirittura morale, d'intransigenza istituzionale che le hanno fatto guadagnare il consenso più ampio e disinteressato di tutte le parti politiche;
6. Per l'impegno che ha profuso fuori dagli incarichi politici per promuovere una cultura di pace e di giustizia sociale;
7. Per aver esaltato il ruolo della donna nella politica e nella società, attraverso il suo esempio di vita e la sua attività politica (si deve a lei la legge sulle pari opportunità);
8. Perché rappresenta la memoria dell'antifascismo, un valore fondamentale su cui si è costruita la storia dell'Italia contemporanea e che oggi rischia di essere sottovalutato;
9. Per renderle giustizia dopo l'affronto ricevuto nella voce a lei dedicata dal dizionario Italiane edito dalla Presidenza del Consiglio e dal ministra per le Pari opportunità;
10. Perché scegliere una donna al Quirinale è un forte segnale di apertura e cambiamento[6].

Nel 2004 promosse la pubblicazione di un libro intitolato Tra città di Dio e città dell'uomo. Donne cattoliche nella Resistenza veneta, di cui scrisse l'introduzione e un saggio.

### Gli ultimi anni e la morte

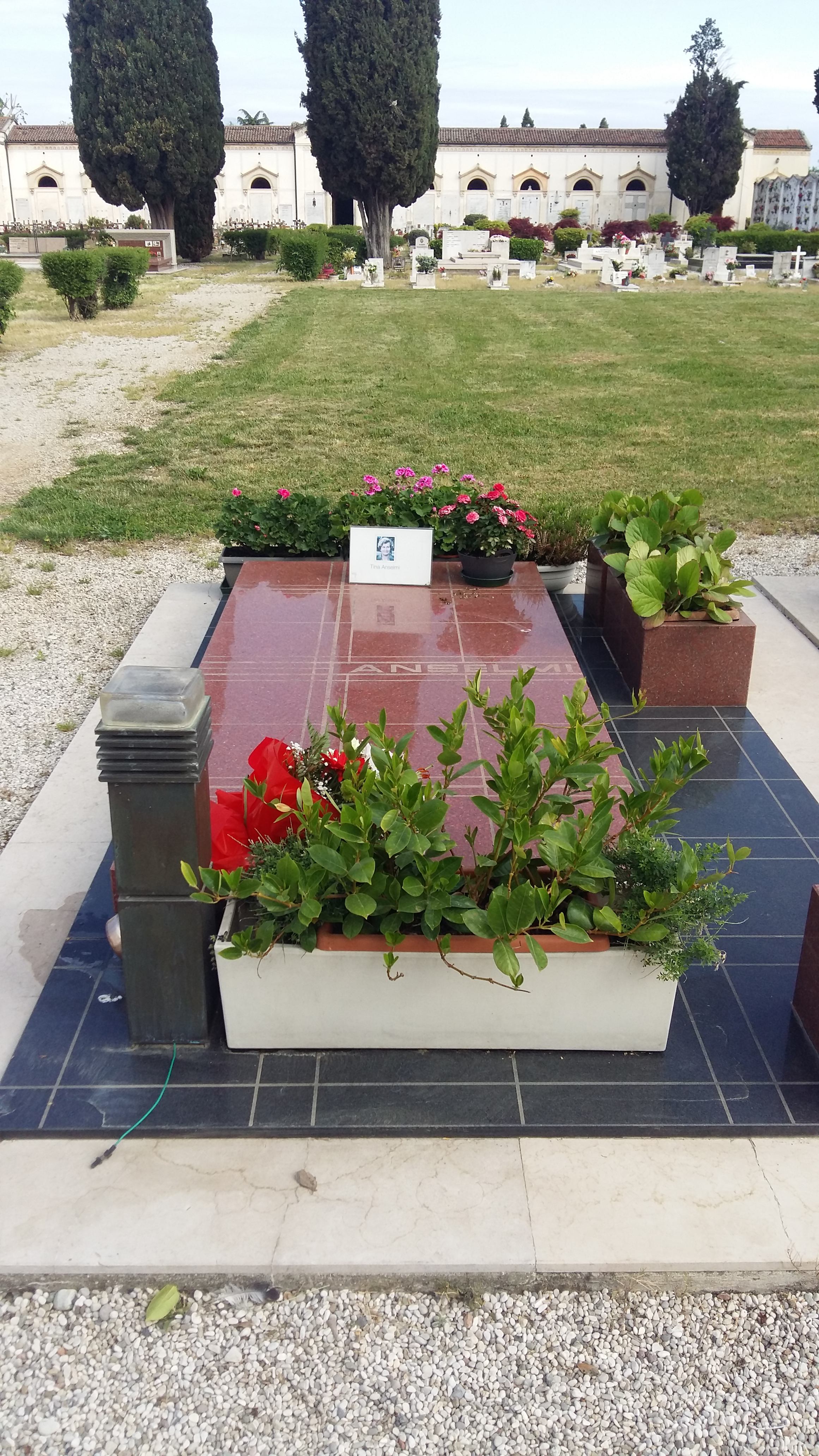
Tomba di famiglia di Tina Anselmi nel cimitero comunale di Castelfranco Veneto.

Tina Anselmi si è spenta nella sua abitazione di Castelfranco Veneto poco dopo la mezzanotte del 1º novembre del 2016, all'età di 89 anni: nel 2001 le era stata diagnosticata la malattia di Parkinson e negli ultimi anni un ictus aveva contribuito ad aggravare le sue condizioni di salute.
Le esequie si sono tenute tre giorni dopo, il 4 novembre, nel duomo di Castelfranco Veneto e furono presiedute dall'arcivescovo di Treviso Gianfranco Agostino Gardin alla presenza dei presidenti delle due Camere Pietro Grasso e Laura Boldrini e dei ministri Roberta Pinotti e Giuliano Poletti. Al termine del rito il feretro è stato tumulato all'interno della tomba di famiglia nel cimitero cittadino.

## Riconoscimenti
- Nel 2000 la Fondazione Adone Zoli le ha consegnato la Targa COERENZA.
- Nel 2005 riceve il premio speciale della Giuria di Archivio Disarmo "Colombe d'oro per la Pace".[26]
- Nel 2009 ricevette il "Premio Articolo 3" per il 2008 come "riconoscimento all'attività svolta durante tutta una vita spesa – anche a rischio della medesima - al servizio della libertà e dei valori di uguaglianza sanciti proprio dall'articolo 3 della nostra Carta Costituzionale. Questo ricordando in particolare l'attività dell'onorevole Anselmi come giovanissima staffetta partigiana, di sindacalista, di madre della legge sulle pari opportunità, di ministro, di principale autrice della riforma che introdusse il Servizio sanitario nazionale e di guida esemplare della Commissione parlamentare d'inchiesta sulla Loggia P2”.
- Nel mese di giugno del 2016, quando dunque era ancora viva, le fu dedicato un francobollo; è a tutt'oggi l'unica persona ad essere stata onorata in questo modo in Italia.[27]
- In numerose città le sono state intitolate vie, piazze o giardini pubblici[28][29][30][31][32][33]. La presidente del Consiglio comunale di Torino Maria Grazia Grippo ha annunciato, nell'ambito dell'adesione della Città alla campagna nazionale "8 marzo, 3 donne, 3 strade"[34], che dedicherà a Tina Anselmi il giardino pubblico situato in via Buenos Aires.[35]

## Opere
- Il 1975 anno internazionale della donna : discorso pronunciato a Roma il 27 febbraio 1975 nella sede del Banco di Roma, sotto gli auspici del Centro italiano di studi per la conciliazione internazionale, Roma, Banco di Roma, 1975.
- La donna italiana dalla Resistenza ad oggi, presentazione di Renato Giancola, introduzione di Tina Anselmi, Roma, Presidenza del Consiglio dei Ministri, Servizio delle informazioni e della proprieta letteraria, 1975.
- Impegno della società per gli anziani, Vicenza, Edizioni del Rezzara, 1982.
- Interventi giuridici e politici degli stati, Vicenza, Edizioni del Rezzara, 1983.
- Un documento storico: il complotto di Licio Gelli, supplemento dell'"Espresso", 1984.
- Tina Anselmi, Relazione conclusiva della Commissione parlamentare d'inchiesta sulla Loggia massonica P2 (PDF), su senato.it, Camera dei deputati e Senato della Repubblica, 12 luglio 1984. URL consultato il 20 maggio 2023.
- La rocca del paradiso, illustrazioni di Gianni Peg, Torino, SEI, 1985.
- AA.VV., Intorno a Macondo. Itinerario per i giovani alla ricerca di un nuovo impegno civile, a cura di Gioventù Aclista, Cernusco sul Naviglio, CENS, 1993.
- Rita Sussmuth, Interventi di Tina Anselmi e Giuliano Amato: La partecipazione delle donne alla vita politica e sociale in Germania. Conferenza per la Giornata internazionale della donna. Roma, Camera dei deputati, 1993.
- 50 anniversario dell'eccidio dei Partigiani della Banda Tom, a cura di Tina Anselmi, s.l., s.n., 1995.
- Forum di Vilnius sui beni culturali trafugati durante il periodo dell'olocausto (Vilnius 3-5 ottobre 2000), Dario Tedeschi, Tina Anselmi, Michele Sarfatti, Roma, s.n.!, 2000.
- AA.VV., Nonostante donna. Storie civili al femminile, Torino, Gruppo Abele, 1996. ISBN 88-7670-263-6
- Zia, cos'è la Resistenza?, San Cesario di Lecce, Manni, 2003. ISBN 88-8176-442-3
- Bella ciao: la resistenza raccontata ai ragazzi, Pordenone, Biblioteca dell'immagine, 2004. ISBN 88-89199-00-8
- (con Anna Vinci) Storia di una passione politica. La gioia condivisa dell'impegno, Milano, Sperling & Kupfer, 2006. ISBN 88-200-4051-4
- Lectio magistralis sulla democrazia, s.l. : s.n. (Pistoia, Bianchi), 2011.
- La P2 nei diari segreti di Tina Anselmi, a cura di Anna Vinci, Milano, Chiarelettere, 2011.
- Tina Anselmi: attività parlamentare, Roma, Camera dei deputati, Servizio Biblioteca, 2020.
- La Gabriella in bicicletta. La mia Resistenza raccontata ai ragazzi, introduzione di Laura Boldrini, San Cesario di Lecce, Manni, 2019.
- Nessuna persona è inutile, Roma, Edizioni di Comunità, 2021.

## Filmografia
- Tina Anselmi - Una vita per la democrazia, regia di Luciano Manuzzi, Italia, 2023.